# هاتون پاوکا
هاتون پاوکا (به اسپانیایی: Hatun Pawka) یک کوه در پرو است که در Peru, Lima Region واقع شده‌است. هاتون پاوکا ۵٬۴۲۰ متر بالاتر از سطح دریا واقع شده‌است.